# فرانسين راؤول
فرانسين راؤول (بالفرنسية: Francine Ruel)‏ (و. 1948 – م) هي ممثلة، وكاتِبة من كندا. ولدت في مدينة كيبك.

## وصلات خارجية
- فرانسين راؤول على موقع IMDb (الإنجليزية)
- فرانسين راؤول على موقع قاعدة بيانات الأفلام العربية
- فرانسين راؤول على موقع ألو سيني (الفرنسية)
- فرانسين راؤول على موقع أول موفي (الإنجليزية)
- فرانسين راؤول على موقع قاعدة بيانات الفيلم (الإنجليزية)
- فرانسين راؤول على موقع كينوبويسك (الروسية)